# Elio Ciol
Elio Ciol (Casarsa della Delizia, 3 marzo 1929) è un fotografo italiano.
Ha contribuito alla realizzazione di numerosissime pubblicazioni: le sue immagini hanno illustrato 218 libri ed è autore di numerosi libri fotografici che sono stati tradotti in più lingue.
Elio Ciol è un poeta che canta la bellezza dell’Italia.
Da settant'anni scrive con la luce, tracciando un lungo e affascinante itinerario fotografico. I paesaggi grafici in bianco e nero, scattati dall’alto, sono diventati il suo biglietto da visita.
Nei suoi lavori è evidente la straordinaria capacità di lavorare con la luce e la padronanza nell’uso della tecnica fotografica, tanto da sembrare delle incisioni realizzate a mano o a delle litografie. In taluni casi, laddove lo ritiene necessario, interviene sulla fotografia avvalendosi di tecniche manuali, allo scopo esclusivo di sottolineare dei dettagli e incarnare l’idea primigenia.
Tra le attività di Elio Ciol un posto centrale è occupato dalla creazione di un archivio fotografico di opere d’arte italiana.
Le fotografie di Elio Ciol si trovano nelle collezioni di importantissimi musei e gallerie internazionali.

## Biografia
"Mi sono sempre chiesto che cosa riescono a comunicare agli altri le mie foto, quali pensieri, quali emozioni...
E mi chiedo ancora di più, a distanza di tanti anni da quando sono state fissate nella pellicola e poi sulla carta, che cosa ha portato prestigiosi musei che collezionano la fotografia a sceglierle.
Mi chiedo ancora: gli occhi degli altri in queste mie foto cosa vedono?
Che cosa raccontano ai giovani che stanno vivendo la nuova era della comunicazione?
Dicono ancora qualcosa di rilevante a loro?"

### Infanzia e giovinezza
Elio Ciol nasce il 3 marzo del 1929 in Friuli-Venezia Giulia a Casarsa della Delizia, dove vive e lavora.
Inizia, fin da giovanissimo, a lavorare nel laboratorio fotografico del padre, dove acquisisce esperienza tecnica ed elabora un personale modo di esprimersi attraverso la fotografia, soprattutto riguardo al paesaggio.
Nel tempo, sperimenterà in camera oscura i vari prodotti sensibili delle carte e dei negativi e in sala di posa imparerà prima a dosare la luce con le tende, poi a utilizzare sempre più moderni tipi di illuminazione.
Nel 1944, osservando alcune fotografie scattate da un ufficiale medico tedesco, comprende l’esistenza di una visione fotografica diversa dalla tradizione domestica e più consona alla sua sensibilità.
Subito dopo la Seconda Guerra Mondiale, nel 1946, acquista presso la rivendita dell’esercito angloamericano una bobina di pellicola per negativi, utilizzata solitamente per la fotografia aerea.
Inizia così la sua personale esperienza con l’infrarosso e ne scopre, dopo diversi tentativi, le possibilità e gli effetti.

### Le prime esperienze fotografiche e cinematografiche
Nel 1948 Elio Ciol vince il terzo premio sul paesaggio in un concorso fotografico regionale a Udine.
Nel 1953, con alcuni amici, fonda il circolo foto-artistico Casarsese, che sarà attivo fino al 1962.
Tra il 1955 e il 1965 fa parte del Cineclub di Udine e, in questo periodo, realizza vari documentari a passo ridotto, premiati al Concorso nazionale del Cineamatore di Montecatini e al Concorso Internazionale del Cinema di Salerno.
Dal 1955 al 1960 è attivo nel circolo fotografico “La Gondola” di Venezia, di cui è tuttora Socio Onorario.
In quegli anni partecipa al concorso "Popular Photography International" di New York, ottenendo due premi nel 1955 e altri nel 1956 e nel 1957.
A partire dagli anni Cinquanta, ha elaborato un linguaggio personale nel settore della fotografia di paesaggio, che è andato costantemente evolvendosi fino ai tempi più recenti e che ha portato alla realizzazione di una lunga serie di libri fotografici e cataloghi di mostre. In quegli anni si definisce la sua speciale attitudine per la fotografia di paesaggio che da allora lo vedrà tra i migliori interpreti italiani in assoluto.
Nello stesso periodo l’attività professionale del suo studio è stata dedicata prevalentemente alla produzione di campagne di documentazione di opere d’arte in Italia e in Europa che hanno portato Elio Ciol a collaborare a un imponente numero di pubblicazioni nel settore della storia dell’arte.

### Il rapporto con il Neorealismo del Cinema italiano
Gli esordi della sua carriera creativa coincidono con la fioritura in Italia del Neorealismo, movimento che si sviluppò intorno a un circolo di critici cinematografici che ruotavano attorno alla rivista “Cinema”, fra cui Michelangelo Antonioni, Luchino Visconti, Giuseppe De Santis. Lungi dal trattare temi politici, i critici attaccavano i film ascrivibili al genere dei telefoni bianchi, che al tempo dominavano l'industria cinematografica italiana. I nuovi autori erano attratti dal racconto di situazioni aderenti alla nuova realtà italiana del dopoguerra.
Come nelle pellicole dei maestri nel Neorealismo, i primi lavori di Elio Ciol, realizzati tra il 1950 e il 1960, rappresentano una serie di ritratti e situazioni che cercano il più possibile di raffigurare la vita di tutti i giorni e i volti delle persone comuni.
Un posto speciale in questa mostra è occupato dalla serie delle fotografie di scena da lui scattate durante le riprese del film “Gli ultimi”, del 1963, affresco della vita dei contadini del Friuli negli anni 1930. Questa possente opera cinematografica, ideata dal filosofo, poeta e uomo di chiesa Padre David Maria Turoldo, e diretta da Vito Pandolfi, è un inno all’umanità ed alla dignità.
«Fu un’esperienza importante – ricorda Elio – che avrei voluto proseguire, ma mi resi conto che il cinema era un lavoro di gruppo; non mi avrebbe permesso di continuare a lavorare in studio. Negli anni successivi, ad Assisi ho realizzato dei cortometraggi per ragazzi e oggi, con mio figlio Stefano, abbiamo l’idea di realizzare un progetto di immagini in movimento, un linguaggio che certamente aiuta chi guarda a leggere l’immagine. Sto studiando i movimenti di macchina e le inquadrature.».
Pasolini ne parlò in termini di “assoluta severità estetica”, Ungaretti di “schietta e alta poesia” e Zavattini, pur non condividendo il finale, ne ammira “la scarna verità delle immagini”. Primo esempio di cinema professionale in Friuli, il film, purtroppo, non ha fortuna.
Turoldo deve lottare contro i pregiudizi: la scarna realtà rappresentata suscita in chi è già proiettato in una fuga ottimistica e consumistica da miracolo economico un profondo disagio e un senso di rifiuto verso qualcosa che appare vecchio e superato.
Gli scatti di Elio Ciol non solo fanno rinascere l’interesse per questo capolavoro del cinema neorealista, ingiustamente dimenticato negli anni Sessanta e ritornato alla luce nel 2002, ma uniscono in un unico spazio artistico la storia antica e contemporanea del Friuli.

### Il rapporto con Pier Paolo Pasolini, il poeta di Casarsa
Elio Ciol è cresciuto in camera oscura e davanti alla macchina fotografica: il padre e lo zio, infatti, nei primi anni ’20 del secolo scorso, aprirono lo studio accanto alla casa di Pier Paolo Pasolini.
«Lo conoscevo fin da ragazzo, andavo spesso a giocare con il cugino Nico Naldini, mio coetaneo (entrambi classe 1929). Un giorno venne in studio e chiese a mio padre che andassi con la macchina fotografica all’Academiuta di lenga furlana. Fu la mia prima foto importante, ma all’epoca non lo sapevo."
Suo il celebre scatto del 1945 che ritrae il giovane poeta con gli allievi e gli amici all’esterno della chiesetta di Versuta, dove Pasolini era sfollato con la madre alla fine del 1944.
Martedì 18 febbraio 2020 si è svolta con successo a Casarsa la cerimonia ricordo per il 75º anniversario della fondazione dell’Academiuta di lenga furlana (Versuta, 18 febbraio 1945).
"Non ho mai forzato il nostro rapporto. Lo incontrai per caso nel 1967 ad Assisi, nella sede della “Pro Civitate cristiana”. Mi vide e subito chiese che cosa ci facessi là. Gli risposi che dal 1955 ero di casa, avendo anche sposato un’assisana. Lui era in città per presentare l’idea de Il Vangelo secondo Matteo».
Alcune foto, poco note al grande pubblico, Elio le scattò attraverso gli anni tra Casarsa e Roma a Pier Paolo, comprese quelle di quando Pasolini portò in visita la divina Maria Callas alla sua casa materna in centro a Casarsa, dove ora sorge il Centro Studi Pier Paolo Pasolini.
Nello stesso Centro Studi è stata allestita, nel 2012, la mostra “A Pier Paolo”, basata sul portfolio di fotografie raffiguranti Pasolini in varie fasi della sua vita in Friuli, negli anni del successo a Roma fino ai funerali, donato da Ciol alla stessa Città di Casarsa della Delizia.

## Il successo fotografico

### Le prime esposizioni degli anni '60
Nel 1962, alla Biblioteca Comunale di Milano, espone una raccolta di foto dal titolo “Il Silenzio”. È la sua prima mostra personale fuori dal Friuli-Venezia Giulia.
Nel 1963, a Milano, ha collaborato con Luigi Crocenzi alla realizzazione della “Fondazione Arnaldo e Fernando Altimani per lo studio e la sperimentazione sul linguaggio per immagini”. Nello stesso anno ha esposto all’Ambrosianeum di Milano le foto di un suo servizio sull’attività di Gioventù Studentesca nella Bassa Milanese.
Nel 1967 realizza in Palestina un servizio fotografico che verrà utilizzato nel 1968 per una grande mostra alla Galleria Sagittaria di Pordenone. La mostra diverrà itinerante e sarà raccolta, nel 1978, in un libro.
Nel 1969 esce il suo primo fotolibro “Assisi”, pubblicato in cinque edizioni in lingue diverse, con testi di David Maria Turoldo, Paolo Cavallina e Pietro Bargellini.
Seguirà negli anni un intenso lavoro per l’editoria.

### "Assisi": l'inizio della fama internazionale
Nel 1975 il critico Alistair Crawford, dopo aver acquistato il fotolibro “Assisi”, vuole conoscere Elio e si reca a Casarsa durante le vacanze pasquali del 1976.
In quell’incontro vengono presi accordi per una mostra che si svilupperà in tre temi “Assisi-Kenya-Friuli” e che verrà esposta nel 1977 all’Università del Galles di Aberystwyth. La mostra diverrà itinerante in Gran Bretagna e chiuderà nel 1978 alla Polytechnic of Central London Gallery. Crawford, con il suo entusiasmo per la fotografia di Ciol, si prodigherà per farla conoscere oltre che in Gran Bretagna anche negli Stati Uniti.
Nel 1984, per il ventennale della Regione Friuli-Venezia Giulia, realizza il fotolibro “Friuli un piccolo universo”, con testi di Luciana Jorio e Licio Damiani. Seguiranno tre edizioni, di cui una bilingue per gli emigranti.
Nel 1985 viene pubblicato, dalla Jaka Book di Milano, il fotolibro “Italia Black and White”, a cura di Giovanni Chiaramonte, con testo di Alistair Crawford.
Nel 1991 esce il fotolibro “Assisi”, edito da F. Motta di Milano, con testi di Alistair Crawford e Franco Cardini.
Seguiranno, nel 1992, l’edizione francese e quella tedesca e, nel 1993, quella giapponese.
Il fotolibro riceverà a Londra il premio Kraszna-Krausz 1992 per uno dei migliori fotolibri, a pari merito con i libri di Sebastio Salgado, Irving Penn e Paul Strand.

### Gli anni Novanta
Nel 1993, in occasione dell’ottavo centenario della nascita di S. Chiara, viene incaricato dalla Pro Civitate Christiana e dal Comune di Assisi di realizzare una mostra: “Le pietre raccontano di Chiara e Francesco”, un racconto per immagini che diverrà itinerante.
Nello stesso anno viene invitato dall’Istituto Italiano di Cultura di Dakar a esporre: la mostra avrà il titolo “Dove l’infinito è presente”.
L’anno successivo, l’Istituto Italiano di Cultura a Berlino promuoverà quella mostra a Potsdam, Halle, Amburgo, Greifswald, Wolfburg.
Nel 1995 realizza il fotolibro “Venezia”, edito da F. Motta di Milano, con testo introduttivo di Carlo della Corte, cui seguiranno le edizioni giapponese e francese.
Il fotolibro riceverà a Londra il premio internazionale Kraszna-Krausz 1996 per uno dei migliori fotolibri, a pari merito con i libri di Robert Doisneau, Erich Hartmann e Naomi Rosemblum.
Nel 1995 riceve dal C.R.A.F. di Spilimbergo (PN) il premio speciale Friuli-Venezia Giulia per la fotografia.
Nel 1996, in occasione della mostra nella Galleria “Le Logge” del Comune di Assisi, viene edito, da R. Vattori di Tricesimo, il catalogo “Dove l’infinito è presente”, che raccoglie dieci suoi portfoli in bianco nero, con testi di Charles-Hanri Favrod, Carlo Sgorlon, Elio Bartolini, Giuseppe Turroni, Giuseppe Mazzariol, Fabio Amodeo, Alistair Crawford, Fred Licht, Margaret Harker, Roberto Mutti e Giuseppe Barbieri.
Nel 1998 viene presentato a Fano il fotolibro “La Provincia Bella. La Provincia di Pesaro e Urbino”, pubblicato da F. Motta di Milano, firmato assieme al figlio Stefano, anch'esso fotografo, con prefazione di Andrea Emiliani.
Nel 1999 è invitato dai Civici Musei di Udine a esporre un’antologica nell’ex Chiesa di S. Francesco a Udine. In collaborazione con l’Editore Federico Motta di Milano, viene edito un ricco catalogo della mostra a cura di Giuseppe Bergamini, con testi di Roberto Mutti, Andrea Emiliani, Carlo Sgorlon, Mark Haworth-Boot, Giuseppe Barbieri, Guido Ferrara, Licio Damiani, Manfredo Manfroi, Luciano Padovese, Marco Pelosi, Ian Jeffrey, Luciano Perissinotto, Cristina Donazzolo Cristante.

#### Il 1997: il World Press Photo
Nel 1997 riceve ad Amsterdam, dal World Press Photo, il terzo premio nella categoria “Natura e Ambiente” per dodici foto bianco nero “Sculture e disegni nella campagna friulana”.

### I primi anni 2000
Nel 2000 è invitato dalla gallerista June Bateman a esporre a New York una serie di foto dal titolo “Immagini d’Italia” e, contemporaneamente, espone alla Cité internationale universitaire de Paris “Maison de l’Italie” e, per l’occasione, viene stampato il catalogo “L’enchantement de la vision”, a cura di Roberto Mutti, edito da Campanotto di Udine.
Nel 2001 riceve a Padova, durante la manifestazione “Fotopadova 2001”, il premio “Dietro l’obiettivo: una vita”.
Dopo l’11 settembre la gallerista June Bateman ripropone a New York, nella nuova sede di Broadway, la mostra “Immagini d’Italia” e il New York Times del 9 dicembre 2001 la segnala come "unica mostra fotografica da non perdere" e ne pubblica una immagine nella sezione “Arts and Leisure”.
Nello stesso anno, decimo anniversario della morte del poeta David Maria Turoldo, esce il volume “Turoldo e Gli Ultimi. Elio Ciol fotografo di scena”, edito da F. Motta di Milano, con le foto di scena del film girato quaranta anni prima.
Nel 2002 è invitato dal Comune di Padova, Assessorato alla Cultura, Centro Nazionale di Fotografia, a esporre la mostra “L’Incanto della Visione” nel Palazzo del Monte di Pietà.
Nel 2003 la mostra “L’incanto della visione” sarà ospitata a Feltre nel Palazzo Guarnieri. Nello stesso anno la Fotolito Express di Padova gli dedica il proprio calendario fotografico.
A novembre il libro “Ascoltare la luce”, edito dalla Libreria Editrice Il Leggio di Chioggia, viene premiato, come miglior fotolibro, da “Fotopadova 2003”.
Nel 2004 la Provincia di Pordenone promuove, nei nuovi spazi espositivi del Palazzo della Provincia, la mostra “Il fascino del vero. Trittici e dittici in bianco e nero” con relativo catalogo edito dalle Grafiche Antiga di Cornuda.
Nel 2007 è stato invitato per un’antologica al “Meeting per l’amicizia tra i popoli” a Rimini.
Nel 2009 una retrospettiva personale della sua intera opera è stata ospitata dal Centro Candiani di Mestre: “Terre di poesia”.
Nello stesso anno la Regione Friuli-Venezia Giulia, la Provincia di Pordenone, il Comune di Pordenone e il Comune di Casarsa, in occasione dei suoi 80 anni e 60 di attività professionale, hanno promosso tre mostre: a Villa Manin di Passariano “Elio Ciol. Gli anni del Neorealismo”, al Centro Studi Pier Paolo Pasolini di Casarsa “La luce incisa”, nella chiesa di San Francesco a Pordenone “Il volto e la parola”.

### L'ultimo decennio: 2010-2020
Nel 2011 la sua mostra “Assisi: la densità del silenzio” è stata inaugurata a Mosca, all’Accademia Russa di Belle Arti, dall’Ambasciatore italiano in occasione dell’anno Italia-Russia. La mostra è poi divenuta itinerante ed è stata esposta alla RosPhoto di San Pietroburgo, a Ekaterinburg, Novosibirsk, Omsk e Salechard.
È quindi approdata a Tokyo e poi ad Assisi. Successivamente è stata richiesta ad Arezzo per la manifestazione Arezzo&Fotografia 2011.
Sempre nel 2011 è stato invitato a esporre sue foto alla 54ª Biennale di Venezia, Padiglione Italia, a Trieste.
Dal 1º dicembre 2011 al 22 gennaio 2012 una sua antologica è stata esposta alla Classic Gallery di Mosca.
Nel febbraio 2012 è stato invitato a partecipare alla grande mostra “Il fuoco della natura” nel Salone degli Incanti a Trieste con due gigantografie lunghe 5 metri: “Concrete astrazioni” e nell’aprile 2012 a una collettiva al Centro Culturale Candiani di Mestre.
Ancora nel 2012 l’Istituto Italiano di Cultura di Mosca ha promosso, assieme alla Fondazione della Biennale d’Arte di Mosca, un tour della mostra “Il volto e la parola” nelle città di Irkutsk, Novosibirsk e Mosca.
A dicembre 2012 Cinema Zero, per i 50 anni del film “Gli ultimi”, ha curato la mostra: “Turoldo e gli ultimi” a 50 anni dalla sua prima uscita nelle foto di Elio e Stefano Ciol, a Trieste nel Palazzo del Consiglio Regionale, a Pordenone nella sede di Cinema Zero e a Casarsa della Delizia nel Teatro Pasolini.
A marzo del 2013 ha esposto nell’Esedra di Levante di Villa Manin di Passariano (UD) la mostra "Conoscersi per Riconoscersi" promossa dai 5 Rotary della Provincia di Pordenone e a luglio è stato invitato a esporre a Ptuj (Slovenia), in occasione dell’11º Festival di Art Stays, una selezione di foto da "La luce incisa" e "Gli anni del Neorealismo".
A febbraio 2015 ha esposto con La Salizada galleria alla rassegna fotografica “Tre Oci, Tre mostre – Le gallerie veneziane e la fotografia”.
Nel 2015 il Museo delle Culture di Lugano espone e acquisisce la mostra “Gli adoratori della Croce, Armenia 2005”
Nel 2018 è invitato a esporre a Reggio Emilia nell’ambito di “Fotografia Europea 2018”  una sua retrospettiva.
Nel 2019 il Museo MAMM di Mosca gli ha dedicato una ricca retrospettiva composta da 161 lavori scattati tra il 1950 e il 1990.
Nello stesso anno è stata esposta a Casarsa, promossa dal Comune e dall’Assessorato alla Cultura nei nuovi spazi espositivi, la mostra “Foto di Elio Ciol nei Musei e nelle Collezioni Fotografiche Internazionali”.
In quell’occasione Rai 3 gli dedica un documentario del regista Fulvio Toffoli.

### Nel 2020
Grande viaggiatore, l’opera di Ciol è testimonianza e memoria: «Ho viaggiato molto; non solo in Europa e in Italia, ma anche in Yemen, Siberia, Libia, Uzbekistan, India, Nepal, Egitto e Siria. In alcuni casi le mie fotografie sono ciò che rimane di monumenti e siti archeologici oggi distrutti».
Un esempio su tutti: le immagini di Palmira del 1996.
Nonostante la passione per i viaggi il maestro non ha mai voluto lasciare Casarsa: vive e risiede tuttora nella cittadina friulana di Casarsa.
«Oggi tutto è cambiato e del Friuli di un tempo restano i ricordi. Sono però ottimista: con i ricordi resistono anche i valori. Capisco i problemi di oggi, la fretta, le preoccupazioni per il futuro incerto, ma credo che fino a quando sorge il sole c’è sempre una possibilità, per la quale ringrazio Dio ogni giorno».

## Collaborazioni cinematografiche
- Gli Ultimi, Vito Pandolfi e David Maria Turoldo, 1963

## Principali riconoscimenti
- Premio Kraszna Krausz, primo classificato, Londra, 1992, per il fotolibro Assisi, a pari merito con Sebastio Salgado, Paul Strand e Irving Penn[2].
- Premio Speciale Friuli Venezia Giulia Fotografia, Spilimbergo, 1995[2].
- Premio Kraszna Krausz, primo classificato, Londra, 1996, per il fotolibro Venezia, a pari merito con Robert Doisneau, Eric Hartmann e Naomi Rosemblum[2].
- Premio World Press Photo of the Year, sezione Natura e Ambiente, terzo classificato, Amsterdam, 1997[2].
- Premio Foto Padova 2003 per il miglior fotolibro Ascoltare la luce[2].

## Esposizioni permanenti
- Metropolitan Museum of Art, New York;
- International Museum of Photography, Rochester - New York;
- Centre for Creative Photography, Tucson - Arizona;
- Humanities Research Centre, University of Texas - Austin;
- The Art Museum, Princeton University - New Jersey;
- Centre Canadian d'Architecture, Montréal, Canada;
- The Art Institute of Chicago, Chicago;
- The University College of Wales, Aberystwyth;
- Victoria & Albert Museum, Londra;
- Musèe de la Photographie, Charleroi;
- Civici Musei e Gallerie di Storia ed Arte, Udine;
- Galleria d'Arte Contemporanea Pro Civitate Christiana, Assisi;
- Museo Diocesano e Gallerie del Tiepolo, Udine;
- Studio Elio Ciol, Casarsa della Delizia;
- Biblioteca Civica, Casarsa della Delizia.